# Snesund
De Snesund is een zeestraat in de gemeente Sermersooq in het oosten van Groenland. 
De naam van deze zeestraat verwijst naar het ruim 60 centimeter hoge sneeuw waar een expeditie in 1892 doorheen moest.

## Geografie
De inham maakt deel uit van het fjordencomplex Kangertittivaq (Scoresby Sund) en is een zijtak van het Øfjord in het noordoosten en het Røde Fjord in het zuidwesten.
De Snesund ligt ten noordwesten van Milneland en scheidt dit eiland af van het eilandje Storø.
Het water heeft een lengte van ruim 30 kilometer en is ruim vier kilometer breed.